# Claude François Geoffroy
Claude François Geoffroy (* 1729; † 18. Juni 1753) war ein französischer Chemiker. Er gilt als Mitentdecker des Bismut (1753).
Er war der Sohn von Claude-Joseph Geoffroy und untersuchte Bismut, das bis dahin nur als Zusatz für Zinngerätherstellung verwendet worden war, im Anschluss an Johann Heinrich Pott. Damals bestand das Problem, Bismut klar von Blei zu trennen.  Er fand ähnlich Pott, dass viele Gemeinsamkeiten zwischen beiden Elementen bestanden. Zum Beispiel fand Geoffroy, dass im Gegensatz zu den Angaben von Pott Bismut bei Kalzination an Gewicht zunahm, ähnlich Blei. Er fand, dass es ähnlich Blei bei der Kupellation von Silber und Gold verwendet werden kann. Geoffroy fand aber auch unterscheidende Eigenschaften, etwa dass Bismut mit blauer Flamme verbrennt, während Pott noch angenommen hatte, es sei nicht brennbar. In einer zweiten Abhandlung wollte er das Verhalten von Blei und Bismut unter Umsetzung mit verschiedenen Salzen und Säuren untersuchen, starb aber vorher.
Er war Mitglied der Académie des sciences.

## Schriften
- Analyse chimique du Bismuth, de laquelle il resulté une analogie entre le plomb et ce sémmétal, Mem. Acad. Royale des Sciences, 1753, S. 296–312